# 济南号导弹驱逐舰 (152)
“济南”号导弹驱逐舰（舷号152）简称“济南”舰，是中国人民解放军海军第五艘052C型导弹驱逐舰，也是第三艘以“济南”为名的军舰。装备有源相控阵雷达及垂直发射系统，可单独或协同海军其他兵力攻击水面舰艇、潜艇，具有较强的远程警戒探测和区域防空作战能力。济南舰由江南造船厂开工建造，2011年12月命名，2012年1月下水，2014年12月19日交付，2014年12月22日入列，现服役于东海舰队驱逐舰第六支队。济南舰舰名取自山东省省会济南市，其入列命名授旗仪式于2014年12月22日在浙江省舟山市举行。

## 历史
2015年4月3日，济南号导弹驱逐舰、益阳号导弹护卫舰及千岛湖号综合补给舰组成解放军海军第二十批护航编队从浙江省舟山市某军港解缆起航，赴亚丁湾、索马里海域接替第十九批护航编队执行护航任务。
2015年11月7日，濟南”號導彈驅逐艦、“千島湖”號綜合補給艦及““益陽”號導彈護衛艦與美國海軍舉行了為期六小時的聯合演習，這是中美首次在大西洋聯合軍演.此次演習在美國佛羅里達州梅波特港東南的大西洋海域進行,美方參演兵力為導彈驅逐艦“梅森”號和“斯托克”號，導彈巡洋艦“蒙特里”號。
2023年8月19日，濟南號執行「海空聯合戰備警巡」任務時，中華民國海軍岳飛艦對其采取監控动作。。
2023年9月14日，濟南號在執行任務時，中華民國海軍鄭和艦對其采取監控动作。